# Хасеґава Харухіса
Харухіса Хасеґава (яп. 長谷川 治久, нар. 14 квітня 1957, Префектура Хьоґо) — японський футболіст, що грав на позиції нападника.
Виступав за клуб «Янмар Дизель», а також національну збірну Японії.

## Клубна кар'єра
У дорослому футболі дебютував 1980 року виступами за команду клубу «Янмар Дизель», кольори якої і захищав протягом усієї своєї кар'єри гравця, що тривала вісім років. 

## Виступи за збірну
1978 року дебютував в офіційних матчах у складі національної збірної Японії. Протягом кар'єри у національній команді, яка тривала 4 роки, провів у формі головної команди країни 15 матчів, забивши 4 голи.

## Статистика виступів

### Статистика клубних виступів
| Сезон   | Команда        | Чемпіонат | Чемпіонат | Чемпіонат |
| Сезон   | Команда        | Ліга      | Ігор      | Голів     |
| ------- | -------------- | --------- | --------- | --------- |
| 1980    | «Янмар Дизель» | ЯФЛ       | 14        | ?         |
| 1981    | «Янмар Дизель» | ЯФЛ       | ?         | ?         |
| 1982    | «Янмар Дизель» | ЯФЛ       | ?         | 10        |
| 1983    | «Янмар Дизель» | ЯФЛ       | ?         | 7         |
| 1984    | «Янмар Дизель» | ЯФЛ       | ?         | ?         |
| 1985-86 | «Янмар Дизель» | ЯФЛ       | ?         | ?         |
| 1986-87 | «Янмар Дизель» | ЯФЛ       | ?         | ?         |
|         | Усього         |           | 75        | 24        |

### Статистика ігор за збірну
| Японія | Японія | Японія |
| Рік    | Ігри   | Голи   |
| ------ | ------ | ------ |
| 1978   | 4      | 0      |
| 1979   | 1      | 0      |
| 1980   | 9      | 4      |
| 1981   | 1      | 0      |
| Усього | 15     | 4      |